# يوهانا غولدشميدت
يوهانا غولدشميدت (بالألمانية: Johanna Goldschmidt)‏ هي كاتِبة ومؤلفة ألمانية، ولدت في 11 ديسمبر 1807 في Lehe ‏ في ألمانيا، وتوفيت في 10 أكتوبر 1884 في هامبورغ في ألمانيا.